# Montserratina bofilliana
Montserratina bofilliana es una especie de molusco gasterópodo de la familia Hygromiidae en el orden de los Stylommatophora.

## Distribución geográfica
Es endémica del Macizo de Montserrat, España.